# Tafel-Umlagerung
Die Tafel-Umlagerung ist eine Namensreaktion in der Organischen Chemie, die erstmals 1907 von Julius Tafel beschrieben wurde. Bei der Tafel-Umlagerung werden substituierte Acetessigsäureethylester unter einer Umlagerung zu Kohlenwasserstoffen reduziert.

## Reaktion
Bei dieser Reaktion handelt es sich um eine elektrochemische Reduktion von substituierten Acetessigsäureethylestern in alkoholischer Schwefelsäure an einer Bleikathode, bei der eine Gerüstumlagerung stattfindet.

## Reaktionsmechanismus
Bei der Tafel-Umlagerung wandert die Acylgruppe des β-Ketoesters an das Kohlenstoffatom der ursprünglichen Carbonsäureestergruppe. Dies konnte 1937 von Friedrich Fichter durch die Untersuchung der elektrochemischen Reduktion von Methylbenzylacetessigester gezeigt werden.
Als Reaktionsprodukt findet man (2-Methylpentyl)benzol, ein C12H18-Kohlenwasserstoff.
Untersuchungen zum Reaktionsmechanismus der Tafel-Umlagerung wurden 1976 publiziert. Demnach wird zunächst der β-Ketoester 1 zur Zwischenstufe 2 protoniert und anschließend zum Diradikal 3 reduziert, das wiederum zu einem Cyclopropanderivat 4 cyclisiert. Dieses steht im Gleichgewicht mit dem Hydroxycyclopropanon 5. In einer Retroaldolreaktion bildet sich das α-Diketon 6 das abschließend zum Kohlenwasserstoff 7 reduziert wird.